# DODONPACHI MAXIMUM
『DODONPACHI MAXIMUM』（ドドンパチ マキシマム）は、ケイブ開発のスマートフォン用ゲームアプリ。
2012年3月7日にWindows Phone 7専用アプリとして配信され、その後10月26日にiPhone/iPad版も配信開始となった。

## 概要
本作はスマートフォンのタッチパネルだけで操作するシステムの弾幕系シューティングである。
ステージは過去のケイブの業務用ゲームで登場したもののアレンジとなっており、元になったステージの敵キャラクター配置やステージ進行が再現されている。敵キャラクターのグラフィックはドット絵調にデフォルメされて描かれている。背景はワイヤーフレーム風の描画となっているが、これは一枚絵や多量のポリゴンの使用がハード性能的に厳しかったために採られた演出である。

## ゲームシステム
タッチパネルで指をスライドさせた方向に自機が移動する（画面のどこをタッチしてもよい）。自機の移動速度は全タイプで同じである。
自機は常に自動でショットとレーザーを同時発射しており、他のシリーズのようなショット/レーザーの撃ち分けは基本的にない。
敵にショットを当てると画面下のゲージが溜まっていき、満タンになった状態で画面を指2本でタッチすると「レーザーボム」が発射される（指一本のダブルタップで発射するよう設定変更も可能）。ボム発射中は自機が無敵となって画面下に移動し、画面全体の敵に大ダメージを与える。「オートボム」機能ONの場合は、ボムが打てる状態で敵や敵弾に当たった場合にも自動でボムが発射されるが、持続時間は手動で任意発射したものよりも短い。
プレイヤーの残機は3でスタート。ステージをクリアするとクリア時の残機数にかかわらず、次のステージはまた残機3で始まる。
スコアボーナス要素としては以下の2つがある。
- 敵を自機の近くで倒すほど高得点の得点アイテムが出現する
- 『怒首領蜂』と同様のコンボボーナスシステムが存在する

## 対応機種
- Windows Phone:Windows Phone 7。Windows Phone 8シリーズでの動作は確認されていないが、Windows 10 Mobileでは非公式ながら動作が確認されている。
- iPhone/iPad:iPhone 4以降、iPad 2以降。iPod touch第五世代は対応機種に含まれていないが、iOS 7にアップデートすると動作することが非公式ながら確認されている[2]

## バージョン履歴
カッコ内はiPhone/iPad版。以下、当項目内のバージョン表記はWP版を用いる。
ver.1.002012年3月7日配信。初期バージョン。
ver.1.102012年7月20日配信。オートボム機能追加、一部ボイス変更、その他調整
ver.2.00（ver.1.00）2012年10月26日配信。iPhone/iPad版リリース。イージーモード追加、自機追加、ボムの発射方法追加、WP版にバイブレーション機能追加。ポーズからの復帰演出変更、一部ボイス・SE変更、一部グラフィック変更、その他調整
ver.2.012012年11月3日配信。旧ver.からのアップデートでイージーモードが遊べなかった不具合を修正。
（ver.1.0.1）2012年11月13日配信。初回起動時、イージーモードクリア時の処理を変更
（LITE ver.1.00）2012年11月26日配信。無料アプリの「DODONPACHI MAXIMUM LITE」。ステージ1の途中までをプレイ可能。
ver.2.02（ver.1.0.2）2012年11月30日配信。BGM追加、一部グラフィック変更、その他調整
（LITE ver.1.0.1）2013年10月5日配信。iOS 7アイコン対応
（ver.1.0.3）2013年10月9日配信。iOS 7アイコン対応、その他不具合対応
（LITE ver.1.0.2）2013年10月13日配信。細かな不具合対応
（ver.1.0.4）2013年10月14日配信。細かな不具合対応

## ストーリー
日本の兵器開発企業「EVAC Industry」の「Dr.イングラム」が、自社製品の破壊力や洗練された攻撃を体験させるために作成した「M.B.S.（MAXIMUM BULLET SIMULATOR）」にプレイヤーを乗り込ませ、「弾幕体験」を与える。
なお「EVAC Industry」は『ケツイ〜絆地獄たち〜』で敵として登場した会社であるが、本作とのストーリー的なかかわりは不明である。

### イージーモードストーリー
どんなミッションも1分で遂行するハッカー「ワンミニット・レイ」がEVAC Industryに侵入し、M.B.S.をたやすくクリアできるような内容に書き換えてしまった。この事実が知れ渡れば、Dr.イングラムの評判はガタ落ちになってしまうが…

## ステージ
ステージは5つ。ステージ1以外は難易度の分岐が発生するため、全部で1-A～5-Eまでの15種類となっている。最初は1-Aしか選択してプレイすることができないが、到達したステージは次回以降のプレイで任意に選んで始めることができる。
ステージクリア時に、以下の3つの条件のうち2つ以上を満たしていると次のステージはより難易度の高いものが出現する。
- ノーミス
- ノーボム
- 敵破壊率100%

たとえば、1-Aクリア後に条件を満たしていれば2-Bが登場し、そうでなければ2-Aに進む。
```
ステージ構成
                    5-A
               4-A <
          3-A <     5-B
     2-A <     4-B <
1-A <     3-B <     5-C
     2-B <     4-C <
          3-C <     5-D
               4-D <
                    5-E
```

### ステージ1「2008 TOKYO」
『怒首領蜂 大復活』ステージ1がモチーフ。
中ボススザク08
ステージボスエレメント・ドーター「アイ」

### ステージ2「BATTLE CITY」
『怒首領蜂大往生』ステージ2がモチーフ。
中ボス雷爪（ライソウ）
ステージボス百虎（ビャッコ）

### ステージ3「DEFENSIVE LINE」
『ケツイ〜絆地獄たち〜』ステージ4がモチーフ。
中ボス局地防衛用戦闘車両 ブラックドラフト
ステージボス特殊換装車両 シンデレラアンバー

### ステージ4「FORTRESS」
『怒首領蜂大往生』ステージ4がモチーフ。
中ボス怒顎（ドガク）
ステージボス逝流（セイリュウ）

### ステージ5「THE DIVIDING ROAD TO FATE」
『怒首領蜂 大復活』ステージ5がモチーフ。
中ボスランコウ、リュウコウ
ステージボス獄滅極戮至高兵器 ゴールデン・ディザスター
真ボス(5-Eのみ出現)]-[|/34<#!（ヒバチ）

### イージーモード
ver.2.00より追加。ノーマルモードよりも易しくなった1-A～4-Aおよび、新規専用ステージの5-Aをプレイすることができる。
条件を満たすと5-Aが高難易度になった「SP ROUND」を遊べるようになるため、ステージ数は全部で6つ。

#### イージーモードステージ5「1 MR HACKING PROGRAM」
『ケツイ〜絆地獄たち〜』に加え『エスプガルーダ2』をモチーフとしている。
中ボスRBB-S1 重対地攻撃艦 ヴィノグラドフ、マダラ専用合身甲冑 アスモデウス
ステージボス大型制空戦闘ヘリ ブルフロッグ、V/STOL大型輸送攻撃機 ジャマダハル
真ボス（SP ROUNDのみ出現）光翼型近接支援残酷戦闘機 エヴァッカニア・ドゥーム

## 自機
RSF-4D TYPE-A（SHOT TYPE）『怒首領蜂大往生』のAタイプ自機。ワイドショットと細いレーザーで攻撃。ボムゲージの溜まりは速いが、攻撃力とレーザーによるコンボ維持力が低い。
DELTA SWORD（LASER TYPE）『怒首領蜂 大復活』のAタイプ自機。レーザーと前方直線ショットで攻撃する。小型敵への貫通力を持つがボムゲージの溜まりは遅い。
TIGER SCHWERT（LOCK-ON TYPE）条件を満たすと使用可能になる隠しキャラクター。『ケツイ〜絆地獄たち〜』のAタイプ自機。レーザーショットの射程が短いが、ヒットするとその敵をロックオンし、広範囲ショットが集中するようになる。ボムゲージの溜まりは普通。
KOCHOURAN（BOMB TYPE）条件を満たすと使用可能になる隠れキャラクター。『赤い刀』の弐号機。本体からの変則的なショットと、近くの敵をオートで狙うレーザーオプションで攻撃。攻撃力はかなり低いが、ボムゲージの溜まりが非常に速い。
MX-07 UORATOU（VARIABLE TYPE）ver.2.00より追加。『弾銃フィーバロン』の隠しキャラクター「魚太郎」がモチーフで、名前は「UOTAROU」を逆から読んだ「ウオラトゥー」。同作のパワフルショット風のホーミングショットと、『鋳薔薇』の波動ガン風のレーザーを持ち、それぞれ移動時と静止時で攻撃を使い分ける（このため移動時ではコンボを維持できない）。ボムゲージの溜まりは普通。

## サウンド
BGMは全曲WASi303が担当。BGMもステージと同様、過去の作品のものをアレンジして製作されている。
『怒首領蜂最大往生』とのカップリングでサウンドトラックCDが発売されたほか、ver.2.00以降での追加曲についてはウェブサイト「ファミ通App」上で期間限定で無料で配信された。